# Erika Haase
Pour les articles homonymes, voir Haase.
Erika Haase (Darmstadt, 23 mars 1935 – Francfort-sur-le-Main, 1er mai 2013) est une pianiste allemande, constamment engagée pour la nouvelle musique.

## Carrière
Erika Haase naît en 1935 en tant que fille d'un violoniste. À sept ans, elle reçoit ses premières leçons de piano. À Darmstadt, elle étudie auprès de Werner Hoppstock et Hans Leygraf. En 1959, elle remporte le prix musical Kranichsteiner de la ville de Darmstadt (catégorie piano). En tant que soliste et chambriste elle se produit avec l'Académie de musique de la radio suédoise et différents orchestres suédois. Son centre de gravité se situe dans un engagement résolu pour la nouvelle musique. En 1960, elle participe aux cours d'été d'Eduard Steuermann. Elle se perfectionne aussi après de Conrad Hansen. De 1963 à 1967, elle passe de longues périodes entre Londres et Paris, où elle collabore avec la BBC et Pierre Boulez.
De 1967 à sa retraite en 2000, elle enseigne à la Haute école de musique de Hanovre : d'abord maître de conférences et en 1974, elle est nommée professeur de piano. Parmi ses nombreux élèves, citons Gerrit Zitterbart, Andreas Staier et Ingo Metzmacher. Elle lie avec György Ligeti, une étroite amitié.

## Discographie
Erika Haase a enregistré principalement pour les labels Col Legno Musikproduktion, Gutingi, Thorofon et Tacet.
- Chopin, Préludes opus 28 (janvier 1987, Thorofon) (OCLC 36820624)
- Ligeti, Études pour piano (premier livre) ; Musica ricercata (10-13 septembre 1990, Col Legno AU-031 815 / Aurophon) (OCLC 44721628 et 889985151)
- Ravel, Sérénade Grotesque, Prélude, Menuet, Miroirs, Gaspard de la Nuit (9-12 mars 1992, Gutingi GUT205)
- Chopin, Études op. 10 et 25, Nouvelles études (1992? 1993, Thorofon CTH 2195)
- Scriabine, Vers la flamme, Sonates pour piano nos 6 et 10 ; Olivier Messiaen, Cantéyodjayâ ; Prokofiev, Sonate pour piano no 8 (1996, Gutingi GUT 216) (OCLC 825125249)
- Jansen, L’Œuvre pour piano (1997, 2CD Triton TRI 331106) — avec des œuvres de Colette Zerah-Jansen, interprétées par elle-même. Premier enregistrement mondial.
- Études pour piano, vol. I : Igor Stravinsky (Études op. 7) ; Béla Bartók (Études op. 18) ; Olivier Messiaen (Quatre études de rythme) ; György Ligeti (Livres I & II) (1997, Tacet) (OCLC 45119622)
- Études pour piano, vol. II : Witold Lutosławski (Deux études) ; Alexandre Scriabine (3 études, op. 65) ; György Ligeti (troisième livre : études 15 et 16) ; Claude Debussy (12 études) (2001, Tacet) (OCLC 62303488)
- Études pour piano, vol. III : Franz Liszt, Grandes études de Paganini (1851), Trois études (1849) et Deux études de concert (1863) (2006, Tacet 150) (OCLC 817742543)
- Études pour piano, vol. IV : Robert Schumann et Schumann-Claude Debussy - avec Carmen Piazzini pour le Debussy (2008 et 2009, Tacet) (OCLC 555783716)
- Études pour piano, vol. V : Johannes Brahms (2012, Tacet) (OCLC 819752874)